# Le Plessis-Pâté
Le Plessis-Pâté is een gemeente in het Franse departement Essonne (regio Île-de-France) en telt 3823 inwoners (2004). De plaats maakt deel uit van het arrondissement Palaiseau.

## Geografie
De oppervlakte van Le Plessis-Pâté bedraagt 7,6 km², de bevolkingsdichtheid is 503,0 inwoners per km².
De onderstaande kaart toont de ligging van Le Plessis-Pâté met de belangrijkste infrastructuur en aangrenzende gemeenten.

## Demografie
Onderstaande figuur toont het verloop van het inwonertal (bron: INSEE-tellingen).